# Francisco Javier de Pedro
Francisco Javier de Pedro Falque (Logroño, 4 augustus 1973) is een voormalig Spaans profvoetballer. Hij speelde als linkermiddenvelder bij onder meer Burgos CF. De Pedro is vooral bekend als speler van Real Sociedad. Hij beëindigde zijn actieve loopbaan in 2008 bij CD Vera Puerto de la Cruz.

## Clubcarrière
De Pedro begon met clubvoetbal bij Antiguoko uit San Sebastián in 1982. Vanaf 1987 speelde hij in de jeugd van Real Sociedad. Op 7 november 1993 debuteerde De Pedro in de wedstrijd tegen UE Lleida in de Primera División. In het seizoen 2002/2003 was De Pedro een van de belangrijke spelers in het team van Real Sociedad lange tijd om de landstitel streed. Door een nederlaag op één speelronde voor het einde van de competitie, verspeelde La Real echter de koppositie en daarmee de landstitel aan Real Madrid. Na een conflict met de clubleiding verliet De Pedro in 2004 Real Sociedad en tekende vervolgens bij het Engelse Blackburn Rovers. In Engeland kwam hij echter nauwelijks tot spelen en na mislukte periodes bij AC Perugia (2005), IFK Göteborg (2005) en het Griekse Ergotelis Iraklion (2006) keerde De Pedro in 2006 terug naar Spanje. Burgos CF werd zijn nieuwe club.

## Clubstatistieken
| seizoen | club                | land        | competitie              | duels | goals |
| ------- | ------------------- | ----------- | ----------------------- | ----- | ----- |
| 1993/94 | Real Sociedad       | Spanje      | Primera División        | 14    | 0     |
| 1994/95 | Real Sociedad       | Spanje      | Primera División        | 29    | 3     |
| 1995/96 | Real Sociedad       | Spanje      | Primera División        | 38    | 5     |
| 1996/97 | Real Sociedad       | Spanje      | Primera División        | 37    | 8     |
| 1997/98 | Real Sociedad       | Spanje      | Primera División        | 30    | 5     |
| 1998/99 | Real Sociedad       | Spanje      | Primera División        | 27    | 6     |
| 1999/00 | Real Sociedad       | Spanje      | Primera División        | 27    | 3     |
| 2000/01 | Real Sociedad       | Spanje      | Primera División        | 31    | 5     |
| 2001/02 | Real Sociedad       | Spanje      | Primera División        | 30    | 4     |
| 2002/03 | Real Sociedad       | Spanje      | Primera División        | 29    | 6     |
| 2003/04 | Real Sociedad       | Spanje      | Primera División        | 13    | 1     |
| 2004/05 | Blackburn Rovers    | Engeland    | Premier League          | 2     | 0     |
| 2004/05 | AC Perugia          | Italië      | Serie B                 | 5     | 0     |
| 2005/06 | IFK Göteborg        | Zweden      | Allsvenskan             | ??    | ??    |
| 2005/06 | Ergotelis Iraklion  | Griekenland | Beta Ethniki            | ??    | ??    |
| 2006/07 | Burgos CF           | Spanje      | Segunda División B      | 5     | 0     |
| 2007/08 | Club Deportivo Vera | Spanje      | Interinsular Preferente | ??    | ??    |

## Interlandcarrière
Op 23 september 1998 speelde De Pedro tegen Rusland zijn eerste interland voor Spanje. In totaal speelde hij twaalf wedstrijden voor La Furia Roja, waar de middenvelder twee doelpunten maakte. Tegen Italië op 18 november 1998 en Ecuador op 30 april 2003 was hij doeltreffend. De Pedro nam deel aan het WK 2002 in Zuid-Korea en Japan en op dit toernooi was hij basisspeler, goed voor vier duels. Spanje haalde uiteindelijk de kwartfinales. Op 11 juni 2003 speelde De Pedro tegen Noord-Ierland zijn laatste interland.